# Břehov
Břehov är en ort i Tjeckien.   Den ligger i regionen Södra Böhmen, i den sydvästra delen av landet, 120 km söder om huvudstaden Prag. Břehov ligger 400 meter över havet och antalet invånare är 109.
Terrängen runt Břehov är platt åt nordost, men åt sydväst är den kuperad.Runt Břehov är det ganska glesbefolkat, med 42 invånare per kvadratkilometer. Närmaste större samhälle är České Budějovice, 11,7 km sydost om Břehov. I omgivningarna runt Břehov växer i huvudsak blandskog.